# Götz George
Götz George (født 23. juli 1938 i Berlin, død 19. juni 2016 i Hamborg) var en tysk skuespiller i teater og film. Mest kendt for sin rolle som Duisburg kommissær Horst Schimanski i Tatort-serien. Han var søn af skuespilleren Heinrich George og skuespillerinden Berta Drews.